# Kloster Habsthal

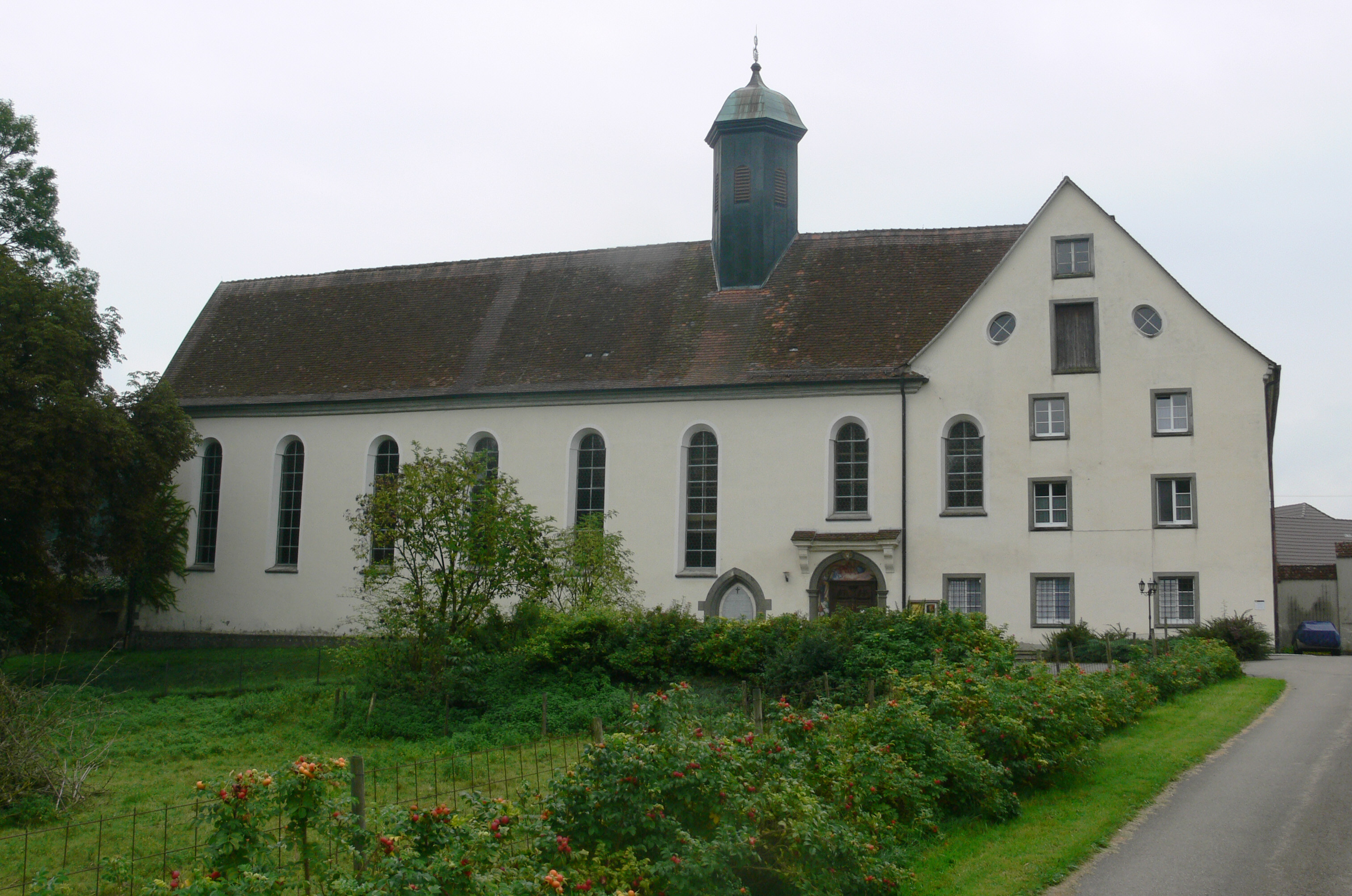
Kloster Habsthal

Das Kloster Habsthal, eigentlich Benediktinerinnenkloster Unserer Lieben Frau Habsthal, ist ein von Benediktinerinnen geführtes Kloster in Habsthal, einem Teilort Ostrachs im baden-württembergischen Landkreis Sigmaringen.
Das Kloster, das an der Oberschwäbischen Barockstraße, am Oberschwäbischen Pilgerweg und am „Habsthaler Jakobsweg“ von Bad Saulgau nach Pfullendorf, einer Etappe des Via Beuronensis, liegt, ist ein wenig bekanntes barockes Kleinod in Oberschwaben. Es gehört der Schweizerischen Benediktinerinnenföderation an.

## Geschichte

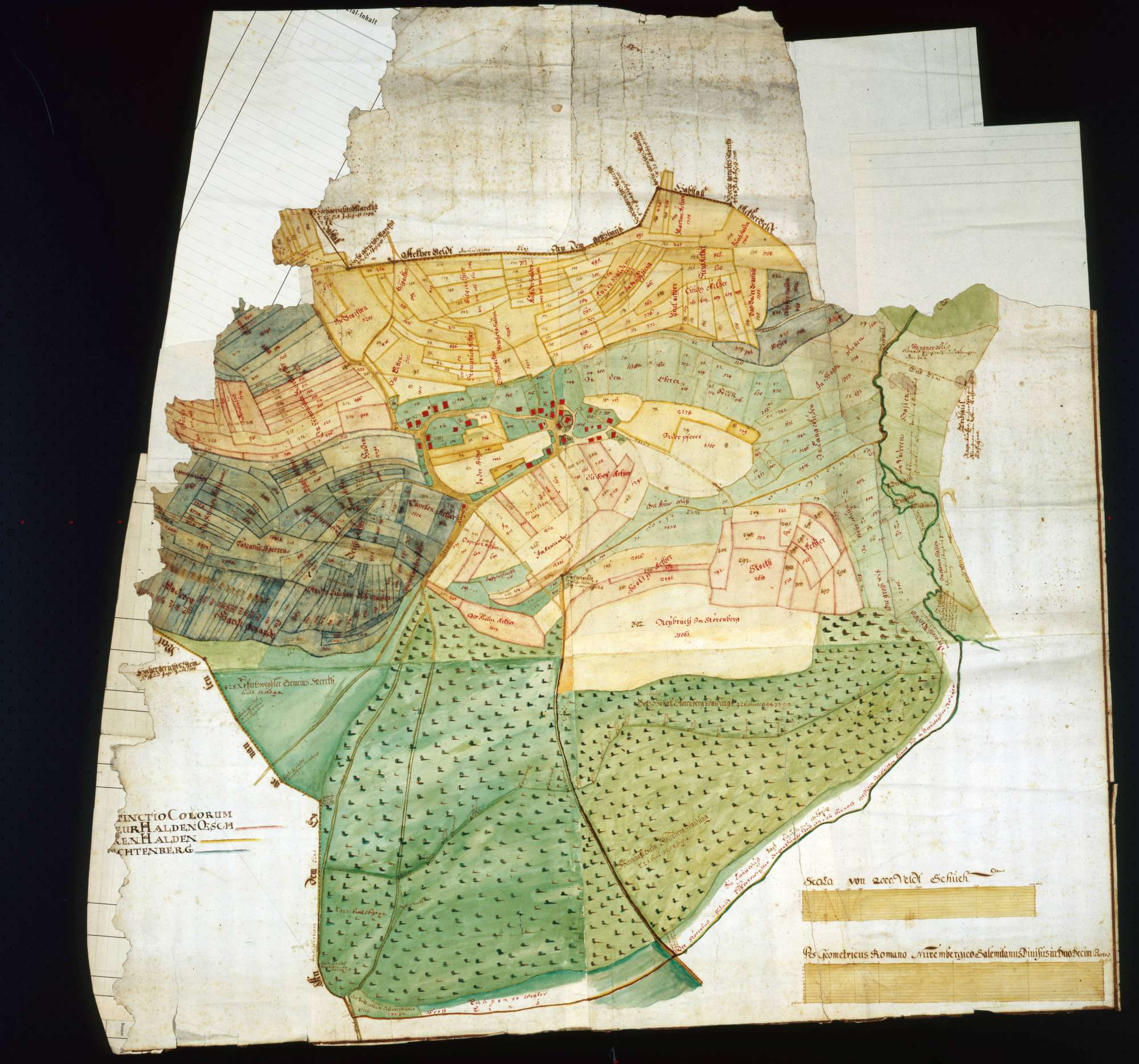
Karte mit den Besitzungen des Klosters um 1600

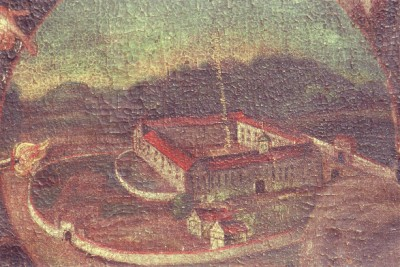
Kloster Habsthal (Ansicht von 1671)

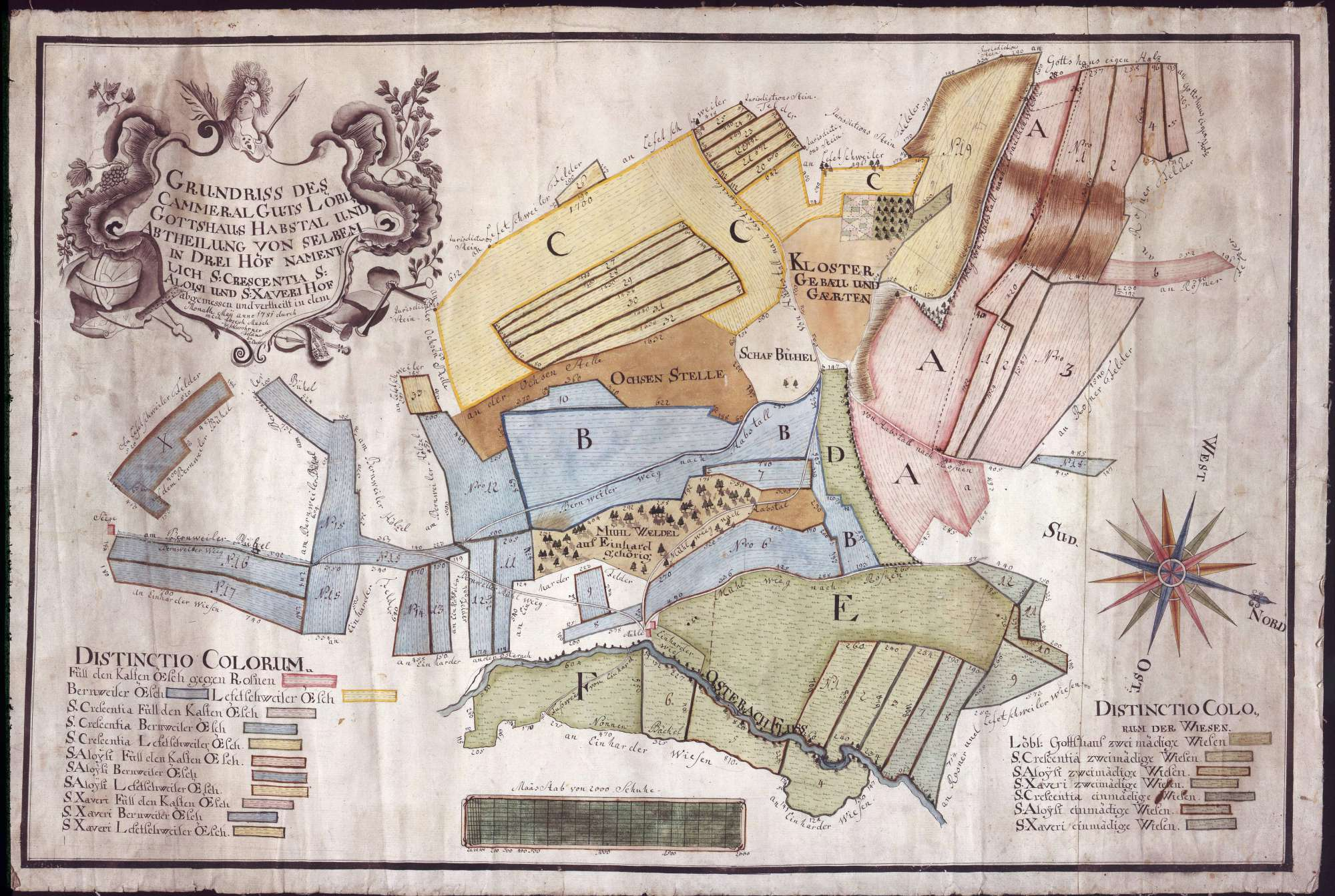
Karte „Grundriss des Kameralgutes Habsthal und Abteilungen desselben in drei Höfen, namentlich St. Crescentia-, St. Aloisi- und St. Xaveri-Hof“ (1781)

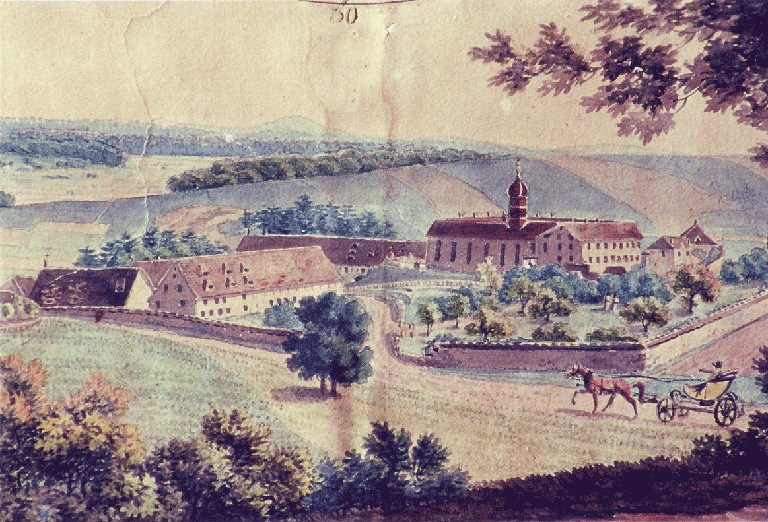
Kloster Habsthal (Aquarell um 1830)

Das Kloster hat seinen Ursprung in der Stadt Mengen. Dort taten sich in der ersten Hälfte des 13. Jahrhunderts einige Frauen zusammen, um in klösterlicher Weise miteinander zu leben. Diese Mengener Beginengemeinschaft war im damaligen Amtshaus – dem heutigen Gasthof Lamm – ansässig. Sie pflegten Kranke, versorgten Arme und kümmerten sich um Waisenkinder.
Die Frauen erhielten schon bald kirchliche Anerkennung und suchten sich dann über Beziehungen Stifter für die Gründung eines neuen Klosters. Diese fanden sie in Pfalzgraf Hugo IV. von Tübingen und König Rudolf von Habsburg, die ihnen Grundstücke und Gebäude in Habsthal zur Verfügung stellten.

„Im Namen … Amen. Wir Hugo, von Gottes Gnaden Pfalzgraf von Tübingen, thun kund allen, welche sowohl gegenwärtig, als künftig diesen Brief hören lesen. Damit dasjenige nicht, was von Menschen gehandelt wird, durch die Vergessenheit, als eine Stiefmutter der Dinge verloren gehe, pflegt man solche Sachen weislich in Schriften zu verfassen und den Nachkommen zu hinterlassen; deswegen thun wir kraft dieses Briefes bezeugen, daß wir das Eigentum der Besitzungen in Habsthal mit allen ihren Zugehörungen und was wir für Recht daran zu haben glauben, auf Bitte Fratris Joannis zu Ravensburg, Ordens der Prediger, zu Ehren Gottes und der glorwürdigen Jungfrau Maria, zu Heil unser und unserer Voreltern Seelen, in die Hand des genannten F. Joannis freiwillig übergeben, denen in Christo Jesu ehrwürdigen Priorin und Convent der Schwestern zu Mengen mit vollem Recht. Dies ist geshehen a. D. Christi 1259, Indictione 2da. auf dem Zwischenweg bei Altheim in Gegenwart des benannten F Joannis und seines Gesellen Conradi von Überlingen, Hr. Crafftonis, Kirchherr zu Altheim, Herrn v. Iselingen, Marquardus genannt, Miller von Iselingen und Werner, seines Bruders, - Wolframs Advocaten von Altensteig und Eberhards Edlen von Jungingen. Am Zinstag in der Kreuz- oder Betwochen um 9 Uhr. Zu dessen Bezeugnis und Gewißheit der Sachen haben wir angeordnet, daß dieser Brief mit unserem Insigel bekräftigt werde.“

Die Frauen zogen im Jahr 1259 von Mengen nach Habsthal. Dort schlossen sich wiederum wohl über Beziehungen mit dem Dominikaner Johannes von Ravensburg dem Dominikanerorden an. Als Dominikanerinnen lebten sie fortan nach den Regeln des heiligen Augustinus, hielten strenge Klausur und pflegten das Chorgebet.
Sie hatten offenbar guten Zulauf und wurden immer wieder mit Grundstücken, ja sogar mit ganzen Höfen beschenkt. Das Kloster konnte in den Gemarkungen Habsthal, Rosna und Bernweiler eine kleine Herrschaft aufbauen und besaß dort die Niedere Gerichtsbarkeit.
1806 löste Napoleon den Konvent auf. Das Fürstentum Hohenzollern-Sigmaringen erhielt durch die Rheinbundakte (Art. 23) die Besitzungen der Klöster Habsthal und Wald. Fürst Anton Aloys ließ die Klosterfrauen unter großen Einschränkungen im Kloster weiterleben; es waren eine Priorin, 17 Ordensfrauen und drei Laienschwestern.
Das Dominikanerinnenkloster wurde 1840 aufgehoben und die Klostergebäude als Bildungsanstalt für angehende Lehrer benutzt. Von 1856 bis 1875 war in Habsthal eine Straf- und Korrekturanstalt untergebracht. 1892 erwarben Benediktinerinnen aus dem schweizerischen Hermetschwil im Kanton Aargau das Klostergebäude. Die Nonnen errichteten den Sitz der Äbtissin sowie das Noviziat in Habsthal. Ordinarius der Ordensgemeinschaft ist seit 2020 Prior Peter Stuefer aus der Abtei Muri-Gries in Südtirol.
Das Kloster und die Ortschaft Habsthal feierten über Christi Himmelfahrt, 21. und 22. Mai 2009, 750-jähriges Bestehen mit Erwin Teufel und weiterer Prominenz aus kirchlichen, adligen und politischen Kreisen. Geleitet wird das Kloster seit 2010 von der aus dem Schwarzwald stammenden Priorin Kornelia Kreidler OSB. Das Klostergebäude wies im Dachstuhl große Schäden auf, so dass Sanierungsarbeiten dringend erforderlich waren. Ein Förderverein wurde dafür gegründet. Seit 2014 sind die Dach- und Fassadensanierung abgeschlossen; seit 2013 betreibt die Klostergemeinschaft mit Hilfe von Ehrenamtlichen einen Klosterladen.
Die vorletzte Nonne, Sr. Walburga, starb Ende 2022, P. Pius Agreiter, seit 1975 Spiritual des Klosters, starb Ende 2024, sodass seitdem für die letzte Nonne und die Gäste des Klosters nur noch unregelmäßig eine Messe gefeiert wird.

### Liste der Äbtissinnen und Priorinnen
Als Äbtissinnen, Priorinnen, Subprorinnen, Chorfrauen (C), Laienschwestern (L) und Novizinnen (N) des Klosters Habsthal sind bekannt:
| Datum     | Äbtissin / Priorin                         | Anmerkung | Subpriorin           | C / L / N                              |
| --------- | ------------------------------------------ | --- | -------------------- | -------------------------------------- |
| ~ 1490    | Brigitte von Hornstein (P)                 | |                      |                                        |
| 1685      |                                            | |                      | 17 / 14 / ?                            |
| 1697–1714 | Maria Augustina Lippin (P)                 | aus Bregenz, * um 1663                                                                                                  | M. Josepha Schwarzin | 21 / ≥ 4 / 1 (1697)                    |
| 1724–1758 | Maria Theresia Schirdtim (P) auch Schietin | aus Überlingen, * um 1684                                                                                               | Amanda Lauinger      | 17 / 3 / 1 (1722)                      |
| 1783–1791 | M. Conrada Egger/in (P)                    | aus dem Allgäu |                      |                                        |
| 1791–1801 | Creszenzia Örtlin (P)                      | | Conrada Egger/in     |                                        |
| 1801–1825 | M. Conrada Egger/in (P)                    | aus dem Allgäu; † 1825                                                                                                  | Creszenzia Örtlin    | 14 / 4 / 2 (1803)                      |
| 1806      |                                            | Auflösung des Konvents.                                                                                                 |                      | 17 / 3 / ?                             |
| 1841      |                                            | Die sieben überlebenden Dominikanerinnen müssen das Kloster verlassen.                                                  |                      | Σ = 7                                  |
| 1892      |                                            | Die ersten neun Benediktinerinnen aus Hermetschwil ziehen in Habsthal ein.                                              |                      | 2 / - / 7                              |
| 1892–1898 | M. Gertrudis Stocker (P)                   | |                      |                                        |
| 1898–1903 | M. Gertrudis Stocker (Ä)                   | Erste Äbtissin von Hermetschwil-Habsthal                                                                                |                      | Σ = 24                                 |
| 1903–1918 | M. Benedikta Deupoz (Ä)                    | |                      |                                        |
| 1918–1943 | M. Margareta Baiker (Ä)                    | |                      |                                        |
| 1943–1985 | M. Scholastika Beil (Ä)                    | |                      | Σ = ≥ 22 (1979)                        |
| 1986–1990 | M. Raphaela Nowak (P)                      | aus Hamburg |                      |                                        |
|           |                                            | Trennung der beiden Klöster Hermetschwil und Habsthal; Kloster Habsthal wird zum unabhängigen Konventualpriorat erhoben |                      |                                        |
| 1990–2010 | Walburga Wolf (P)                          | aus Gleiwitz |                      |                                        |
| seit 2010 | Kornelia Kreidler (P)                      | aus dem Schwarzwald, 57 (2021); mit ihr nur noch Schwester Walburga (87) im Kloster                                     |                      | Σ = 5 (2009) Σ = 3 (2015) Σ = 2 (2021) |

## Gebäude

### Klostergebäude
Das Klostergebäude wurde im 13. Jahrhundert nach dem St. Gallener Planschema als Vierflügelanlage mit geosteter Kirche errichtet. An seiner nordwestlichen Ecke befindet sich leicht abseits ein barocker Ölberg um 1520.

### Klosterkirche

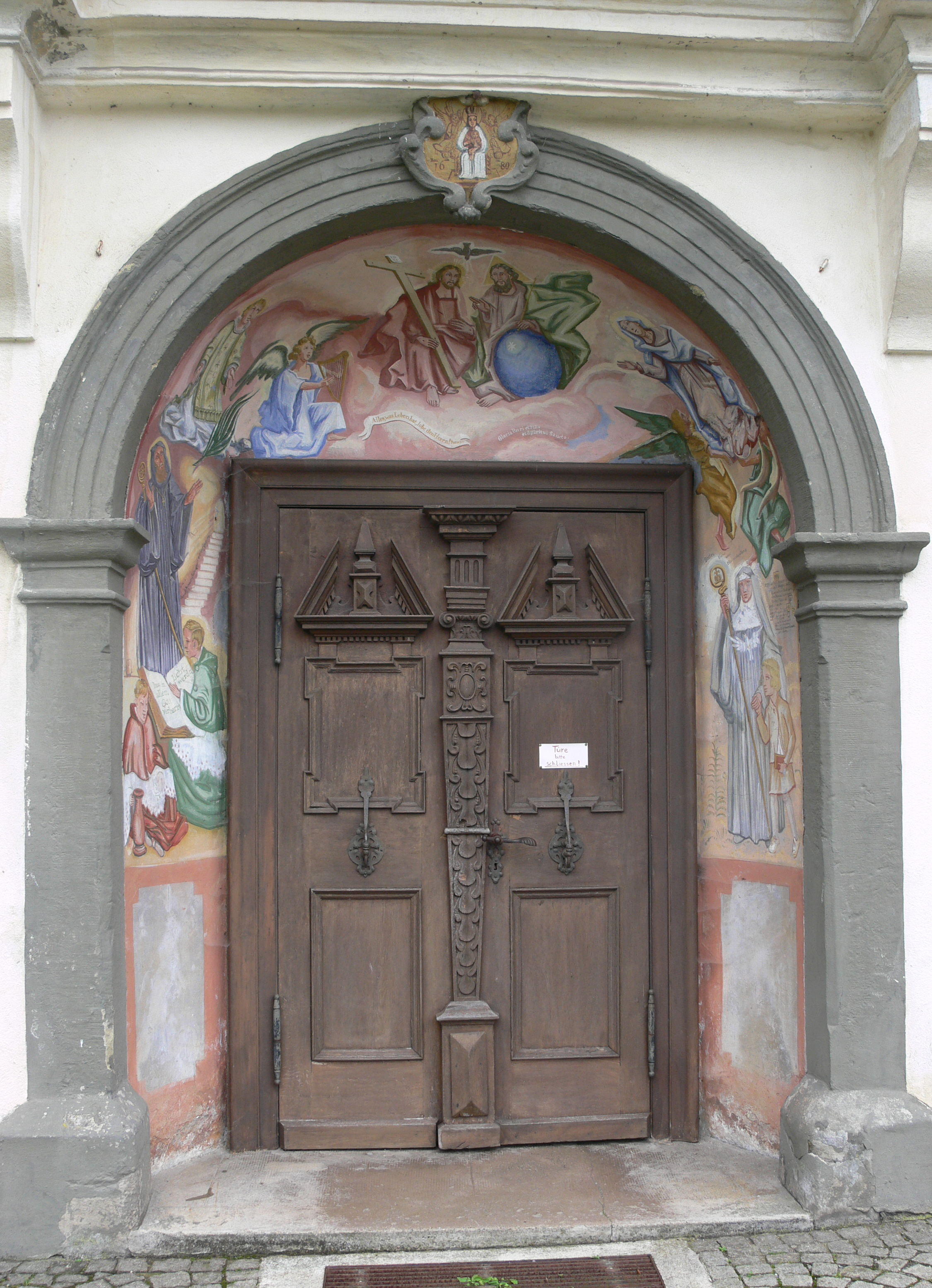
Portal der Klosterkirche mit Fresko von Pater Tutilo

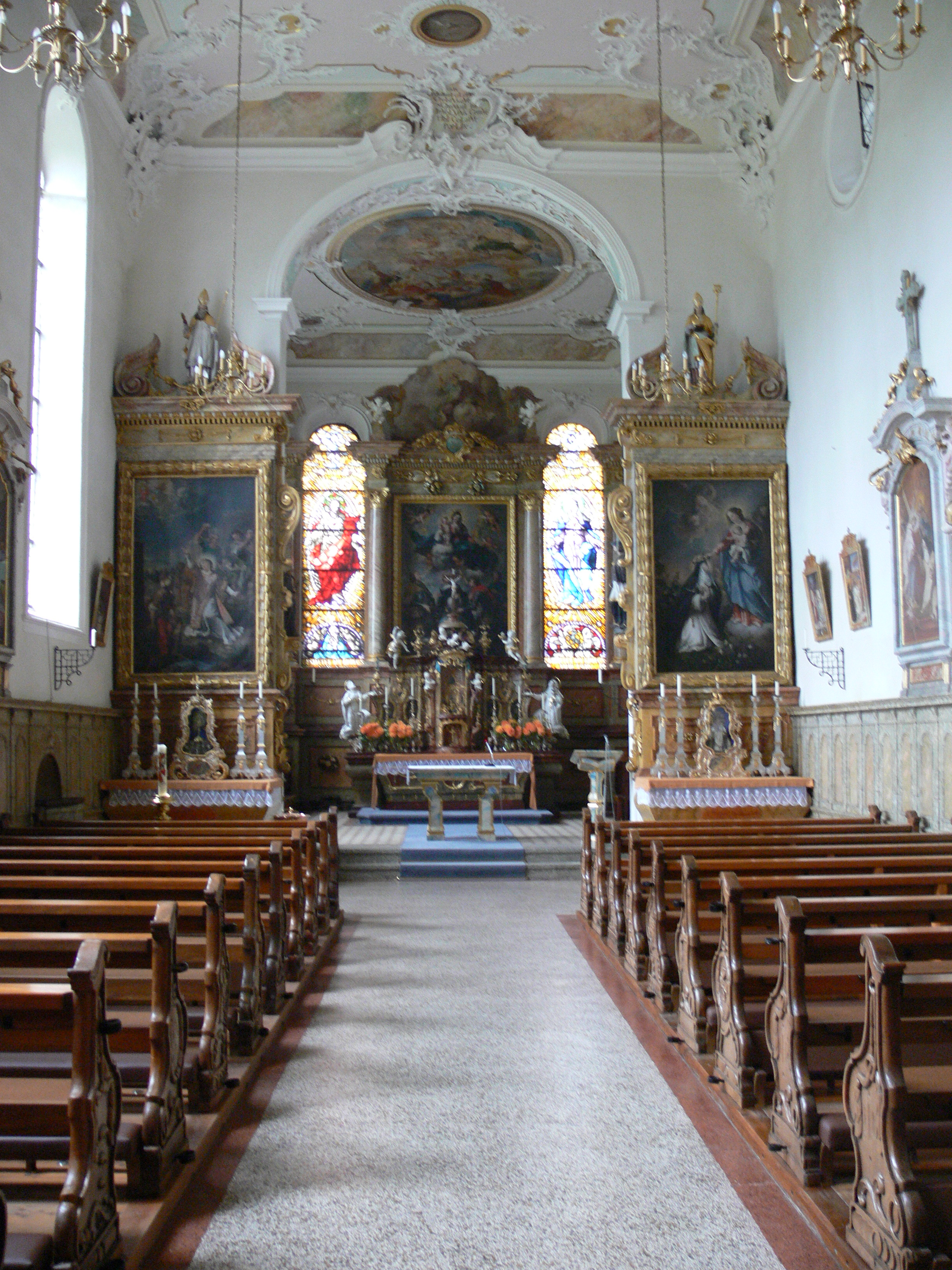
Klosterkirche

Die Klosterkirche St. Stephan wurde 1650 nach der Zerstörung im Dreißigjährigen Krieg nach Plänen von Jodokus Beer z. T. neu aufgebaut und erweitert. Die barocke Ausstattung wurde 1750 vollendet; sie zeigt sich nun als Saalkirche mit gerade geschlossenem Chor. St. Stephan birgt eine Menge künstlerischer Schätze und verdeutlicht in den Kunstwerken die Marienverehrung, die im Mittelpunkt ihrer fast 600 Jahre ansässigen Theologie stand. Dies widerspiegelt sich heute noch in der barocken Ausstattung der Kirche. In der Barockzeit beauftragten die Dominikanerinnen berühmte Meister, so hat zum Beispiel der Maler Gottfried Bernhard Göz, der der Wallfahrtskirche Birnau zu ihrer Pracht verhalf, in Habsthal das Deckenfresko gestaltet. Der Stuck stammt von Joseph Anton Feuchtmayer, Franz Joseph Spiegler hat eines der Marienbilder gemalt. Über dem Nonnenchor befindet sich die Marienverehrung durch Dominikanerinnen, im Langhaus der Heilige Dominikus und im Chor die Verehrung der Heiligen Eucharistie durch die vier Erdteile. Zur Ausstattung zählen der um 1750 entstandene Hochaltar, des drehbare Tabernakel mit der darin gezeigten Abendmahlsszene mit einer plastischen Gruppe von Christus und den Aposteln. Die Altarblätter zeigen die Gründungsgeschichte des Klosters, das Martyrium des Heiligen Stephanus sowie der Heiligen Rosa von Lima. Sie sind ein Werk von Matthäus Zehender von 1691. Das Seitenaltargemälde im Langhaus mit der Vermählung der Heiligen Katharina wurde 1747 durch Spiegler geschaffen.
Auf der Nonnenempore befindet sich die Orgel. Diese wurde 1907 von den Benediktinerinnen bei Gebr. Späth Orgelbau in Ennetach bestellt. Der Auftrag war eine Gegenleistung für das von der Pfarrgemeinde eingeräumte Recht, die Nonnenempore wieder für das Chorgebet benutzen zu dürfen. Die fast original erhaltene Orgel hat im Laufe der Jahrzehnte mehrere Restaurierungen erfahren, zuletzt im Jahre 2003 durch die Orgelbauwerkstatt Harald Rapp aus Ennetach. Dabei wurden die alten Zink- durch neue Zinn-Pfeifen ersetzt. Die Orgel besitzt nun 18 Register.

## Sonstiges
Der 2013 vom Regisseur Sobo Swobodnik gedrehte Dokumentarfilm „Silentium – vom Leben im Kloster“ berichtet vom normalen Alltag im Kloster Habsthal. Der 84-minütige Film feierte am 9. Mai 2015 im Kulturkino Linse in Weingarten Premiere. Offizieller Kinostart in Deutschland war der 14. Mai 2015.